# Andrea Bonatta
Andrea Bonatta (Bolzano, 27 aprile 1952) è un pianista e direttore d'orchestra italiano.

## Biografia
Diplomato in pianoforte al Conservatorio di Bolzano nel 1971, dove ha studiato pianoforte e composizione. Tra i suoi insegnanti Nunzio Montanari (Bolzano), Paul Baudra-Skoda (Vienna), Wilhelm Kempff (Positano), Nikita Magaloff (Ginevra) e Stefan Askenase (Bonn). Ottenuta una cattedra di pianoforte nel conservatorio della sua città e dopo essere stato premiato in concorsi internazionali (Pozzoli-Seregno 1975, M. Canals-Barcellona, Casagrande-Terni), intraprende una carriera solistica che lo porta a esibirsi in tutto il mondo.
Nel 1986 incide il suo primo disco per Astrée Auvidis, seguito da una serie di dischi dedicati all'integrale pianistica di Brahms (incluse le sonate per violino, con Marie-Annick Nicolas), Liszt e Schubert (a quattro mani con Paul Badura-Skoda). Ha pubblicato inoltre un saggio sulla produzione pianistica di Brahms.
Professore onorario del Conservatorio di Shangai e professore ospite della Sommerakademie del Mozarteum di Salisburgo, è attivo come membro di giuria e organizzatore di concorsi pianistici internazionali (per anni direttore artistico del Concorso Busoni).
Si dedica inoltre alla direzione d'orchestra, dirigendo dal pianoforte e anche il repertorio sinfonico.
Il suo repertorio è incentrato su classicismo e romanticismo. Nella produzione cameristica ha collaborato tra gli altri con Paul Badura-Skoda, Valentin Gheorghiu, Domenico Nordio, Sergej Krylov, Marie-Annick Nicolas, Pavel Gililov e l'Amadè Klavierquartett.

## Discografia
- Liszt: Harmonies Poétiques et Religieuses, Consolations. AUVIDIS-ASTRÉE, E 8711, E 8712 (1986–1989)
- Brahms: Variazioni su un tema di Paganini op.35, Klavierstücke op. 76, Rhapsodien op. 79. AUVIDIS-ASTRÉE, E 8754 (1990)
- Liszt: Dernières Pièces pour piano. AUVIDIS-ASTRÉE, E 8725 (1991)
- Brahms: Sonata op. 1, Sonata op. 2, Scherzo op. 4. ASTRÉE-AUVIDIS E 8751 (1992)
- Brahms: Sonata op. 5, Variazioni op. 9, Variazioni op. 21 n.2. ASTRÉE-AUVIDIS E 8752 (1993)
- Brahms: Sonate per violino e pianoforte (con Marie-Annick Nicolas). AUVIDIS VALOIS V 4709 (1994)
- Brahms: Ballate op. 10, Variazioni op. 21 n.1, Variazioni op. 24. ASTRÉE-AUVIDIS E 8753 (1995)
- Schubert: Pezzi per pianoforte a quattro mani (con Paul Badura-Skoda). AUVIDIS VALOIS V 4720 (1995)
- Brahms: Fantasie op. 116, 3 Intermezzi op. 117, Klavierstücke op. 118, Klavierstücke op. 119. ASTRÉE-AUVIDIS E 8599 (1997)